# Peter Dean
Peter Dean (Hoxton, 2 mei 1939) is een Britse acteur. Hij is vooral bekend van zijn rollen als Pete Beale in EastEnders, Jeff Bateman in Coronation Street en Sergeant Jack Wilding in Woodentop.

## Biografie
Dean koos voor een acteercarrière, nadat actrice Prunella Scales getuige was van het repeteren van Shakespeare in Petticoat Lane Market en hem adviseerde toneellessen te volgen. Op 16-jarige leeftijd studeerde hij onder Joan Littlewood en is acteur sinds hij 18 was. 
Deans doorbraak was het spelen van crimineel Jack Lynn in Law & Order (1978). Hij ging verder met rollen in televisieshows, zoals Minder (1979), Shoestring (1979), Hammer House of Horror (1980) en The Chinese Detective (1981). In 1980 speelde hij Jeff 'Fangio' Bateman in Coronation Street en in 1983 werd hij gecast als Sergeant Jack Wilding in Woodentop (de pilot van ITV's politiedrama The Bill).
Filmvermeldingen omvatten: Up Pompeii (1971), Murder by Decree (1979), Sweet William (1980), The Fiendish Plot of Dr. Fu Manchu (1980), P'tang, Yang, Kipperbang (1982) en als uitsmijter in The Great Rock 'n' Roll Swindle (1980).
In 1984 kreeg hij op uitnodiging van producent Julia Smith de rol van Pete Beale, een origineel personage in de nieuwe BBC-soap EastEnders. Dean werd gekozen nadat de acteur Leslie Grantham, die oorspronkelijk auditie deed voor de rol, was geselecteerd om in plaats daarvan het personage Den Watts te spelen. Dean speelde de cockney handelaar in groenten en fruit vanaf het begin van de show in februari 1985 tot zijn vertrek in mei 1993. In werkelijkheid werd Deans contract beëindigd na onverzoenlijke meningsverschillen met de producenten van de show. Sinds zijn vertrek heeft hij de producenten publiekelijk bekritiseerd, omdat ze zijn personage hadden geruimd en deed hij een exposé met de krant The Sun, waar hij enkele geheimen onthulde van de show en zijn mening over voormalige co-sterren.  Vervolgens werd in december de dood van Pete Beale aangekondigd bij een auto-ongeluk buiten het scherm in 1993. Co-ster June Brown (die Dot Cotton speelt in de show) verliet naar verluidt de show uit protest na Deans ontslag in 1993, maar keerde terug in 1997. Brown en Dean probeerden samen een productiebedrijf op te zetten, maar het kwam niet tot bloei. 
Sinds zijn vertrek uit EastEnders zijn er maar weinig televisievermeldingen van Dean geweest, hoewel hij wel gastoptredens heeft gehad in de Channel 4 sketchshow Bo 'Selecta!, Banzai en Little Britain. Hij verscheen in de Channel 5 tv-show Harry and Cosh in 2002 en verschijnt regelmatig in pantomimes. In 1993 zou hij op tournee gaan in het stuk Entertaining Mr Sloane met Barbara Windsor, maar hij vertrok tijdens de repetities en werd vervangen door John Challis. Dean verscheen in december 2015 in een pantomime als de kwaadaardige Abanazar in Aladdin in de Harpenden Public Halls.
Dean nam deel aan de BBC-serie The Real Marigold Hotel, serie 3, uitgezonden in augustus 2018. 
In 2020 gaf Dean een diepte-interview over zijn leven en carrière voor The Bill Podcast

## Privéleven
Dean, geboren in Hoxton, Oost-Londen, was een kennis van de Kray tweeling, toen hij opgroeide.  Hij ging naar de lagere school in Holloway en de technische school in King's Cross, waar hij loodgieterswerk en metselen leerde. Hij begon met dramalessen op 14-jarige leeftijd toen zijn grootmoeder, de music hall-artieste Lilly Randall, besefte dat hij dyslectisch was.  Als jongen werkte Dean aan een groente- en fruitkraam in Chapel Market in Noord-Londen. 
Hij is twee keer getrouwd. Zijn eerste huwelijk met Sylvia Jones (dat in 1969 na drie jaar eindigde) leverde één dochter op, Leah. Hij ontmoette zijn tweede vrouw Jean, op 29-jarige leeftijd en zij was 15. Ze was aan het babysitten voor een wederzijdse kennis. Dean is gescheiden en woont in Wood Green, Noord-Londen. 
Dean is een praktiserend boeddhist. Dit is de reden waarom hij altijd werd gezien terwijl hij dronk uit een tinnen bierpul in EastEnders, omdat hij geen bier en alleen limonade dronk.  Hij racet ook met greyhounds, hoewel er na een recente verschijning op de BBC's Pointless Celebrities vragen zijn over hoe ethisch zijn verwijdering van zijn pensionerende honden zou kunnen zijn. 
- International Standard Name Identifier: 0000 0001 1451 545X
- Library of Congress Control Number: no2009092595
- Virtual International Authority File: 90549214
- WorldCat: E39PBJfRCJWVRmCrXtjcJFB9Dq